# Rivière Doré (vattendrag i Kanada, Québec, lat 48,63, long -73,75)
Rivière Doré är ett vattendrag i Kanada.   Det ligger i provinsen Québec, i den östra delen av landet, 400 km norr om huvudstaden Ottawa.
I omgivningarna runt Rivière Doré växer i huvudsak blandskog. Trakten runt Rivière Doré är nära nog obefolkad, med mindre än två invånare per kvadratkilometer.